# Ange avec la couronne d'épines
Ange avec la couronne d'épines est une statue de l'artiste italien Gian Lorenzo Bernini. Commandée à l'origine par le pape Clément IX dans le but d'orner le Pont Saint-Ange, la statue est finalement remplacée par une copie, et l'original est transférée à Sant'Andrea delle Fratte à Rome, en Italie. L'artiste commence à sculpter l'œuvre en 1667 et l'achève en 1669. Un modello en terre cuite pour la sculpture est détenu par le musée du Louvre à Paris. 